# 塞爾瑪公司
品牌名稱：Henri Selmer Paris 是一間樂器生產公司，專門生產木管樂器。
亨利·塞爾瑪（Henri Selmer）和亞歷山大·塞爾瑪（Alexandre Selmer）在十九世紀末畢業於巴黎音樂學院，主修單簧管。
在二十世紀初，亨利·塞爾瑪在巴黎當古廣場開設了商店，售賣手工製作的單簧管簧片及吹咀，後來開始製造單簧管，成為了塞爾瑪公司的基礎。塞爾瑪品牌的單簧管於1904年在聖路易島的世界展覧（World's Fair）獲得一個金牌。
亞歷山大·塞爾瑪在1895年到1910年間擔任過波士頓交響樂團、辛辛那提交響樂團和紐約愛樂樂團的首席單簧管手。亞歷山大在1918年回到巴黎，協助亨利建立塞爾瑪家族生意，將塞爾瑪在美國的批發出售權交級其商店員佐治·賓迪（George Bundy）。
1885年第一支SELMER单簧管在圣路易斯乐器展面世，并荣膺乐器制造金奖。1921年12月的第一支SELMER"22型"萨克斯问世。之后的每一个新型号的诞生都成功地向世人展示了巴黎SELMER公司对产品的革新和改良的能力；每一款萨克斯都是萨克斯发展史上的重要里程碑，并对全球萨克斯制造和演奏发展产生着重大影响。
後來塞爾瑪公司收購了多間生產不同樂器的公司包括銅管樂器生產公司文森特·巴赫公司（1961），弦樂器生產公司Glaesel String Instrument Service（1977）及鼓樂器生產公司Ludwig Drum Company（1981）。
2003年，塞爾瑪公司分成兩家一家是在法國的薩爾瑪(Selmer)另一家在美國的部分則與高恩公司（C. G. Conn）組成高恩塞爾瑪公司（Conn-Selmer）。
多位著名樂器演奏家都用過塞爾瑪品牌的樂器，包括肯尼·基、班尼·顧德曼（Benny Goodman）、約翰·柯川（John Coltrane）及路易斯·岩士唐（Louis Armstrong）。
於2018年董事長將股份售出。

## 外部連結
- 塞爾瑪公司官方網站 （页面存档备份，存于）
- 塞爾瑪公司中国大陆网站 （页面存档备份，存于）
- Selmer台灣地區代言人